# St. Leon-Rot
St. Leon-Rot è un comune tedesco di 12 444 abitanti, situato nel land del Baden-Württemberg.